# The Amazing Kamikaze Syndrome
The Amazing Kamikaze Syndrome är Slades elfte studioalbum, utgivet den 3 december 1983. Det innehåller två av gruppens mest kända låtar, "Run Runaway" och "My Oh My".

## Låtförteckning
1. "Slam the Hammer Down" - 3:25
2. "In the Dog House" - 2:44
3. "Run Runaway" - 5:00
4. "High and Dry" - 3:10
5. "My Oh My" - 4:12
6. "Cocky Rock Boys (Rule OK)" - 3:28
7. "Ready to Explode: The Warm Up/The Grid/The Race/The Dream" - 8:30
8. "(And Now the Waltz) C'est La Vie" - 3:50
9. "Cheap 'n' Nasty Luv" - 3:28
10. "Razzle Dazzle Man" - 4:39